# 정성룡 (야구 선수)
정성룡(鄭城龍, 1964년 5월 19일 ~)은 전 KBO 리그 삼성 라이온즈, 해태 타이거즈의 외야수이다.
은퇴 이후 모교인 포항제철공업고등학교 감독을 거쳐 강릉고등학교의 감독으로 활동하였으나 2014년부터  일반 직장에서 일하고 있다.

## 출신 학교
- 대구중학교
- 포항제철공업고등학교

1. ↑  나영조 (2021년 6월 22일). “포항 출신 父子 야구인, 미래 향해 ‘비지땀’”. 경북도민일보. 2021년 11월 12일에 확인함.